# Radiális sebesség

A Föld és a Hold. A Hold radiális sebessége nulla, mert távolsága a Földtől változatlan.

Vörös- és kékeltolódás

A radiális sebesség egy tárgy látóirányú sebessége (más szavakkal: a közeledés, vagy a távolodás sebessége). A csillagászatban használt fogalom. Egy jelentős radiális sebességgel rendelkező tárgy fényének frekvenciája, és hullámhossza a Doppler-effektus miatt módosulhat; távolodó test esetén vöröseltolódás, közeledő test esetén kékeltolódás figyelhető meg.

## Mérése
Egy csillag, vagy bármely más távoli, de fényes test radiális sebessége pontosan mérhető az elektromágneses spektrum vizsgálatával. Ehhez a Doppler-effektust használják ki. Az égitest spektrumában megfigyelhető hullámhosszokat összevetik ismert hullámhosszúságú emissziós vonalakkal. A megfigyelt hullámhosszból (λ), a hullámhossz eltérésének mértékéből (Δλ), valamint a fénysebességből (c) meghatározható a radiális sebesség (vr):
{\displaystyle v_{r}=cz=c{\frac {\Delta \lambda }{\lambda }}}
(Ahol z a vöröseltolódás mértéke). A mérésnek ennek a módja azonban csak a fénysebességnél jelentősen kisebb sebességek esetén alkalmazható, mivel a fénysebességhez közeli sebességeknél relativisztikus hatások lépnek fel. Ilyen esetben relativisztikus Doppler-effektusról beszélünk, és ennek megfelelően a radiális sebességet a következő módosított képlet adja meg:
{\displaystyle v_{r}=cz=c{\sqrt {\frac {c+v}{c-v}}}-1}
A radiális sebesség előjele a mozgás irányára utal. A radiális sebesség pozitív, ha a tárgy távolodik; illetve negatív, ha közeledik.

## Alkalmazása
A kettőscsillagok esetében a csillagok pályamozgása néhány km/s-os periodikus változást idéz elő a radiális sebességben, így a Doppler-effektus miatt a színképük is periodikusan változik. Azokat a kettőscsillagokat amelyekről csak a radiális sebesség mérésével, vagyis csak spektroszkópiával állapítható meg, hogy kettőscsillagok, spektroszkópiai kettősöknek is nevezik. A radiális sebesség megfigyelésével megbecsülhető a csillagok tömege, illetve egyéb fontos paramétereik, mint például az excentricitás, és a fél nagytengely.
Ugyanezt a módszert alkalmazzák más csillagok körül keringő bolygók (exobolygók) keresésekor. Az elmozdulás mérésével kiszámítható a keringési idő, míg az elmozdulás mértéke megadja a bolygó tömegének alsó korlátját. A radiális sebességből önmagában csak az alsó korlátot lehet kiszámítani; mert egy nagy bolygó, melynek pályája a látóiránnyal nagy szöget zár be, azonos perturbációt okoz, mint egy kisebb méretű bolygó, amelynek pályája a látóiránnyal kis szöget zár be. Az elmozdulás azonban több bolygó együttes hatása is lehet; speciális esetben előfordulhat, hogy egy két tagból álló bolygórendszer utánozza egy nagy excentritású egyedüli bolygó hatását.

## Lásd még
- Csillagászati színképelemzés
- Exobolygó
- Sajátmozgás

## Fordítás
Ez a szócikk részben vagy egészben  a   Radial velocity című angol Wikipédia-szócikk fordításán alapul.  Az eredeti cikk szerkesztőit annak laptörténete sorolja fel. Ez a jelzés csupán a megfogalmazás eredetét és a szerzői jogokat jelzi, nem szolgál a cikkben szereplő információk forrásmegjelöléseként.